# Chelis dahurica
Chelis dahurica is een vlinder uit de familie van de spinneruilen (Erebidae), onderfamilie beervlinders (Arctiinae). De wetenschappelijke naam van de soort is voor het eerst geldig gepubliceerd in 1832 door Boisduval.
Deze nachtvlinder komt voor in Europa.